# La Statue intérieure
La Statue intérieure est un ouvrage autobiographique du microbiologiste et généticien français François Jacob (1920-2013), prix Nobel de médecine en 1965, paru en 1987 aux éditions Odile Jacob.

## Contenu et découpage
Le livre se compose de sept chapitres numérotés en chiffres romains, non intitulés, suivis d'un index alphabétique des noms propres cités dans le texte :
- I. Chapitre introductif de dix pages, dans lequel l'auteur, alors âgé de plus de soixante ans, porte un regard rétrospectif sur les différents personnages qu'il a la sensation d'avoir incarnés, expliquant le titre qu'il a choisi de donner à ses mémoires : « Je porte ainsi en moi, sculptée depuis l'enfance, une sorte de statue intérieure qui donne une continuité à ma vie [...]. Cette statue, je l'ai modelée toute ma vie. [...] Je porte aussi toute une série de figures morales, aux qualités parfaitement contradictoires, que mon imagination voit toujours prêtes à jouer mes partenaires dans des situations gravées dans ma tête depuis mon enfance ou mon adolescence. [...]. Pour tous les rôles, [...] je tiens ainsi des acteurs prêts à donner la réplique dans des comédies et des tragédies écrites en moi de longue date. Pas un geste là, pas un mot qui ne soit imposé par la statue intérieure. »
- II. Chapitre de 42 pages composées surtout de souvenirs d'enfance. Sont successivement évoquées les figures de sa mère Thérèse Franck, de son père Simon Jacob et de son grand-père maternel Albert Franck, polytechnicien et général, ainsi que de son « oncle Henri »[N 1], un médecin ayant exercé à Lyon et ayant eu parmi ses patients Édouard Herriot[a 1],[1].
- III. Chapitre de 50 pages, consacrées aux souvenirs d'adolescence au lycée Carnot (« 10 ans d'ennui ») et de jeune étudiant en médecine, jusqu'en juin 1940 qui coincide avec le décès de sa mère et son engagement au service de la France Libre.
- IV. Chapitre de 63 pages : la guerre en qualité officier du Service de santé des armées d'abord en Afrique du Nord (Fezzan, Tripolitaine,Tunisie), où il est blessé une première fois, puis en Normandie où il subit, en août 1944, une deuxième blessure qui va l'immobiliser près d'un an à l'hôpital militaire du Val-de-Grâce.

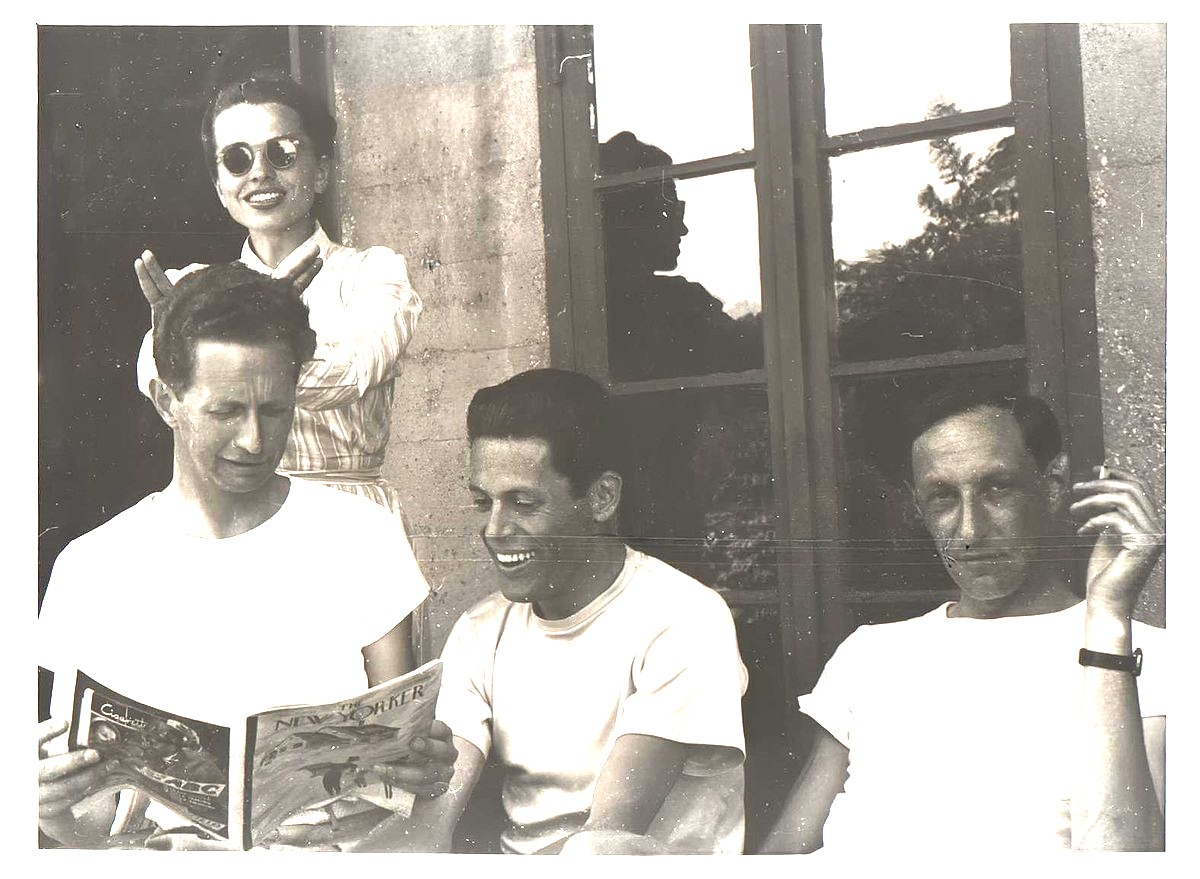
Assis, de gauche à droite : André Lwoff, Jacques Monod et Boris Ephrussi lors d'un symposium de génétique à Cold Spring Harbor en 1946. La généticienne Harriett Taylor, future épouse d'Ephrussi, se tient debout derrière Lwoff.

- V. Chapitre de 51 pages où son décrites les difficultés rencontrées dans les années d'après-guerre dans l'orientation de sa carrière professionnelle, son travail de thèse sur un antibiotique mineur, la tyrothricine lui donnant l'occasion de se familiariser avec le travail de laboratoire sur les bactéries et l'obtention de son doctorat en médecine en 1947, la même année que son mariage avec la pianiste Lysiane Bloch (nommée Lise dans le texte).
- VI. Le « grenier » de l'Institut Pasteur. Outre ses plus proches collaborateurs André Lwoff et Jacques Monod, de longs passages sont consacrés à des chercheurs avec lesquels il a collaboré tels Élie Wollman. Ce chapitre se conclut par l'obtention de son doctorat en Sciences Naturelles à la Sorbonne, en mai 1954
- VII. Ce dernier chapitre relate notamment sa rencontre avec Sydney Brenner au CalTech de Pasadena et les expériences sur les bactéries lysogènes qui aboutissent à la découverte de l'ARN messager, avec un manuscrit  cosigné avec J. Monod intitulé Genetic Regulatory Mechanisms in the Synthesis of Proteins « envoyé à la rédaction du Journal of Molecular Biology à la veille de Noël 1960 »[2], date à laquelle s'achève le récit, ouvert par l'auteur sur la suite de sa carrière de chercheur sur ces mots : « [...] l'idée m'est brusquement venue d'une expérience à faire sur la division cellulaire. Une expérience assez simple. Il suffisait de ... ».
- Index

## Éditions
- (en) The Statue within : An Autobiography  (trad. du français par Franklin Philip), Cold Spring Harbor Laboratory Press, coll. « Cold Spring Harbor Laboratory Series History of biology », 1995, 2e éd. (1re éd. 1988) (ISBN 0879694769 et 9780879694760, lire en ligne)